# Station Meheia
Station Meheia is een station in Meheia in de gemeente Kongsberg in Noorwegen. Het station ligt aan Sørlandsbanen. In 1967 werd het een onbemand station. Op 28 mei 1989 stopte voor het laatst een reguliere personentrein. Sindsdien wordt het station gebruikt als wisselspoor. Het stationsgebouw is in 2012 gerestaureerd.